# Praomys mutoni
Praomys mutoni är en däggdjursart som först beskrevs 1990 av Erik Van der Straete och Akaibe Dudu. Arten ingår i släktet afrikanska mjukpälsråttor och familjen råttdjur. Arten listas av IUCN som nära hotad (NT). Inga underarter finns listade i Catalogue of Life.
Arten når en kroppslängd (huvud och bål) av 97 till 139 mm långa, en svanslängd av 113 till 171 mm och en vikt av 31 till 57 g. Bakfötternas längd är cirka 22 mm och öronen är ungefär 18 mm stora. Den mjuka pälsen på ovansidan har en mörkbrun färg (sepia) och undersidans päls är ljusgrå till vit. Honornas undersida är tydligare grå. På den mörka svansen förekommer bara glest fördelade korta hår. Vanligen har hannar en vit fläck eller strimma på penisens framsida. Honor har två spenar på bröstet och fyra vid ljumsken.
Denna gnagare är bara känd från ett litet område i norra Kongo-Kinshasa där den lever vid vattendrag i fuktiga skogar. Dräktiga honor med två eller tre embryon registrerades vid början och slutet av den torra perioden.